# Inácio Accioli de Cerqueira e Silva
Inácio Accioli de Cerqueira e Silva (Coimbra, 1808 — Rio de Janeiro, 1865) foi cronista-mor do Império do Brasil, frequentou a Universidade de Coimbra, optou pela nacionalidade brasileira e deixou importantes estudos históricos, geográficos e etnográficos do Brasil.

## Nascimento e filiação
Nasceu Inácio Accioli (como é mais conhecido) nasceu em Coimbra em fins de 1807 ou em 1.1.1808, e faleceu no Rio de Janeiro em 1.8.1865. Era filho do futuro desembargador da relação da Bahia, Miguel Joaquim de Cerqueira e Silva, e de uma irmã do constituinte de 1823, Inácio Accioli de Vasconcellos.
A família Cerqueira e Silva fixou-se na região da lagoa Mundaú, em Alagoas, no século XVIII. O coronel Francisco de Cerqueira e Silva era senhor de engenho na região, e participava do governo local, tendo estado entre os que em 1822 aclamaram imperador a Pedro I; foi o avô paterno do historiador. Pelo lado materno era sobrinho do desembargador, constituinte de 1823, Inácio Accioli de Vasconcellos e bisneto de outro Inácio Accioli, chamado "o velho", juiz de órfãos na região em 1739. Diversos parentes, como o capitão Inácio Accioli de Vasconcellos, dito junior, tio avô do historiador, participaram dos movimentos revolucionários de 1817 e 1824, sendo ligados depois, no império, ao Partido Liberal.

## Participação nas lutas pela independência do Brasil
Acompanhou o pai ao Brasil em 1822; fixaram-se no Pará, onde Inácio Accioli lutou pela independência junto ao genitor, sendo perseguido e preso. Foi remetido a ferros, com Miguel Joaquim, para Lisboa, onde ordem pessoal de D. João VI em 1823 libertou e mandou de volta para o Brasil os brasileiros.

## Atividades outras; honrarias
Foi diretor do Teatro São João. Coronel chefe de legião da milícia cívica, escreveu a Corografia Paraense (Bahia, 1835) e as Memórias Históricas da Bahia (6 volumes, 1835-1852), escritas a convite de D. Pedro II.

## Vida privada
Casou-se duas vezes. Da primeira, com pessoa de nome ignorado, já falecida em 1843; da segunda com D. Leopoldina Joaquina Accioli de Almeida, filha de José Félix Bahia. Teve filhos dos dois casamentos. Cavaleiro da Ordem do Cruzeiro (1824) e oficial da Ordem da Rosa (1845).

## Obras
- Corografia paraense ou descrição física, histórica e política da província do Grão Pará (1833)
- Memórias históricas e políticas da província da Bahia (1835-1843)